# أنطون شالر
أنطون شالر (الألمانية السويسرية الموحدة: Anton Schaller) هو مقدم تلفزيوني وصحفي وسياسي سويسري، ولد في 11 أكتوبر 1944 في سويسرا. حزبياً، نشط في Alliance of Independents ‏. وقد انتخب عضو المجلس الوطني السويسري (20 أبريل 1999 – 5 ديسمبر 1999).